# 12473 Леві-Чивіта
12473 Леві-Чивіта (12473 Levi-Civita) — астероїд головного поясу, відкритий 10 лютого 1997 року.
Тіссеранів параметр щодо Юпітера — 3,317.